# ليليان بويس ليون
ليليان بويس ليون (بالإنجليزية: Lilian Bowes Lyon)‏ (23 ديسمبر 1895 - 25 يوليو 1949)؛ كاتِبة وشاعرة بريطانية.